# Resolució 1267 del Consell de Seguretat de les Nacions Unides
La Resolució 1267 del Consell de Seguretat de les Nacions Unides fou adoptada per unanimitat el 15 d'octubre de 1999.
Després de recordar resolucions 1189 (1998), 1193 (1998) i 1214 (1998) sobre la situació a l'Afganistan, el Consell va designar Osama bin Laden i els seus associats com a terroristes i va establir un règim de sancions econòmiques per cobrir individus i entitats associades amb Al-Qaeda, Osama bin Laden i/o els talibans on sigui que es trobin.
El règim ha estat reafirmat i modificat per una dotzena de noves resolucions del Consell de Seguretat de les Nacions Unides. S'ha reclamat que el règim de sancions va provocar greus dificultats per al poble de l'Afganistan sota el règim dels talibans en un moment en què es trobaven fortament dependents de l'ajuda alimentària internacional, al mateix temps que no satisfeia cap de les seves demandes. Des de la invasió dels Estats Units a l'Afganistan en 2001, les sancions s'han aplicat a individus i organitzacions d'arreu del món.
El règim està format per un Comitè del Consell de Seguretat de l'ONU, una "llista consolidada" de persones i entitats que s'ha determinat que estan associades amb Al-Qaeda o els talibans, i les lleis que s'han d'aprovar a cada país membre per tal d'aplicar les sancions. El Comitè rep informes de cada nació sobre com funciona el treball i és capaç de variar les condicions imposades a qualsevol persona que cregui convenient.
No va haver-hi cap dret d'apel·lació contra la llista fins al desembre de 2006.

## Imposició de les sancions
Les dues primeres resolucions del Consell de Seguretat, 1267 i 1333 (2000), van ser aprovades el 15 d'octubre de 1999 i el 19 de desembre de 2000 respectivament. Van ser acollides amb beneplàcit per l'ambaixador de l'Afganistan que no era representant del règim talibà que havia conquerit el 80% del seu país. Només Malàisia va expressar reserves sobre la seva eficàcia i preocupació per les conseqüències humanitàries
fins al punt d'abstenir-se en la segona resolució. Encara que va votar per la segona resolució, el Regne Unit s'hi va oposar de manera privada a causa de la ja greu situació humanitària i l'expectativa que es produís una reacció contra les organitzacions d'ajuda de les Nacions Unides que proporcionaven ajudes al país.
La primera resolució va seguir el règim de sancions imposades pels Estats Units el 5 de juliol de 1999 mitjançant una ordre executiva després que els funcionaris d'intel·ligència haguessin trobat diners controlats per bin Laden que circulaven pels bancs.
Les resolucions van imposar una sèrie de demandes als Estats membres, així com a Afganistan segons el Capítol VII de la Carta de les Nacions Unides. El primer inclou:
- Els talibans no han de permetre que el territori sota el seu control s'utilitzi per a entrenar terroristes.
- Els talibans han de lliurar Osama bin Laden a les autoritats competents.
- Tots els països han de denegar el permís de vol a tots els avions operats pels talibans.
- Tots els països han de congelar tots els recursos financers que puguin beneficiar els talibans.
- Tots els països han d'informar en un termini de 30 dies sobre quines mesures han pres.

Va haver-hi manifestacions irades a les oficines de l'ONU a Kabul l'endemà de la imposició de les sancions. El servei postal internacional fou tancat. El mes d'octubre de 2000 es va bloquejar un vol sobre Iran que portava subministraments a Bagdad, i es va permetre un altre a Alemanya que portava nens malalts.
La resolució de desembre de 2000 va enfortir el règim i va imposar condicions addicionals:
- Els talibans han d'eliminar tot el cultiu il·lícit de la rosella d'opi.
- Tots els països han d'impedir la venda de tots els equips militars als territoris controlats pels talibans.
- Tots els països han d'impedir la venda d'anhídrid acètic (una substància química utilitzada en la producció d'heroïna) a Afganistan.
- Tots els països han de restringir l'entrada i el trànsit de tots els funcionaris talibans d'alt rang a través dels seus territoris.
- S'han de tancar totes les oficines d'Ariana Afghan Airlines.

El mes següent, la BBC va informar que la llista elaborada per l'ONU dels funcionaris contra els quals s'aplicaven les sancions era inexacta i no contenia cap comandament militar. Alts funcionaris de l'ONU van dir que les sancions eren completament inadequades pel caos que causaven a les missions de socors en un moment de fam.
Poc després els talibans van mostrar signes de voluntat d'arribar a un acord sobre Bin Laden malgrat el dany polític que els podria causar. També havien reduït substancialment el cultiu de roselles d'opi.
El 30 de juliol de 2001 la Resolució 1363 va establir un equip de supervisió per supervisar i ajudar a la implementació de les mesures.

## Crítiques
El Comissari pels Drets Humans del Consell d'Europa Thomas Hammarberg va declarar el 2008 que creia que "els procediments arbitraris per a la llista negra terrorista s'han de canviar ara". Va dir que creu que les mesures han afectat alguns drets dels individus, inclosos el dret a la privadesa, el dret a la propietat, el dret d'associació, el dret al viatge o la lliure circulació, i no hi ha hagut cap possibilitat d'apel·lar o fins i tot conèixer tots els motius de la llista negra, eliminant el dret a un remei eficaç i al degut procés.
El Relator especial de l'ONU sobre la promoció i protecció dels drets humans Martin Scheinin va declarar el 2008 que "els procediments de llista de terroristes no complien els requisits legals del procés de judici just". Va suggerir "la introducció d'un cos de revisió independent integrat per experts independents, que formarien part del procediment de presa de decisions del Consell de Seguretat" o fins i tot abolir la Comissió 1267 i traslladar la qüestió de la llista a la jurisdicció del Comitè contra el Terrorisme sobre la base de la resolució 1373 (2001).
El jutge del Tribunal Federal Canadenc, Russel Zinn, va escriure en un judici sobre el cas d'Abousfian Abdelrazik (que fou inclòs el 2006): "Afegeixo el meu nom a aquells que consideren el règim del Comitè 1267 com a denegació de recursos legals bàsics i que són insostenibles sota els principis dels drets humans internacionals. No hi ha res en el procediment d'enllistar o desenllistar que reconegui els principis de la justícia natural o que estableixi una justícia processal bàsica ... No es pot dir que el procés del Comitè 1267 compleix els requisits d'independència i imparcialitat quan, segons sembla, pot ser el cas del Sr. Abdelrazik, la nació que sol·licita el llistat és un dels membres del cos que decideix enumerar o, tan important, desenllistar una persona. L'acusador és també el jutge".

## Resolucions post-talibans
La invasió estatunidenca de l'Afganistan va començar a l'octubre de 2001 després d'una sèrie d'ultimàtums als talibans per lliurar Osama bin Laden, qui els Estats Units van afirmar que era responsable dels atemptats de l'11 de setembre de 2001. El règim dels talibans va semblar anul·lar la decisió d'una reunió d'emergència de clergues afganesos per demanar Bin Laden que abandonés el país voluntàriament i va declarar que seria un insult per a l'Islam lliurar-lo sense evidènciess reals de culpabilitat. Les forces anti-talibans van reprendre el país, i es va crear un nou govern sota Hamid Karzai al desembre de 2001.
El 15 de gener de 2002, el Consell de Seguretat va aixecar les sancions a Ariana Afghan Airlines, ja que ja no estava operada pels talibans, a la Resolució 1388. L'endemà, a la Resolució 1390, van cancel·lar totes les restriccions addicionals de vol, però van reiterar les sancions financeres i militars contra els individus associats als talibans i van donar a tots els països 90 dies per informar sobre les mesures que estaven prenent.
El 20 de desembre de 2002, el Consell de Seguretat, en virtut de la Resolució 1452, va canviar el règim d'aplicació perquè els països individuals poguessin administrar les seves pròpies exempcions a les sancions financeres. Fins aleshores, totes les transaccions financeres que incloguessin a algú que havia estat designat per la comissió com a associat dels talibans havien de ser autoritzades, cas per cas, per motius de necessitat humanitària. Aquesta resolució va permetre als països alliberar fons per a aquestes persones a efectes del pagament de menjar, lloguer, medicaments, impostos, taxes legals, etc. Al Regne Unit, el règim de sancions és tan greu com per haver estat aplicat a l'esposa d'un individu enllistat que se li va impedir retirar els diners suficients per portar els seus fills a la piscina.
El mes següent en la Resolució 1455 el Consell de Seguretat va tornar a instaurar el Grup de seguiment i va recordar a tots els països que havien d'aplicar les sancions i redactar informes.
El 20 de gener de 2003, el Consell de Seguretat va convocar una reunió d'alt nivell de ministres per tractar el tema de la lluita contra el terrorisme. La Resolució 1456 va ser simplement l'aprovació d'una declaració feta pels ministres, i va instar a intensificar els esforços del Comitè contra el Terrorisme.
El 30 de gener de 2004 el Consell de Seguretat va aprovar Resolució 1526 (2004) per enfortir el règim i exigir que:
- Tots els països han de congelar immediatament tots els recursos econòmics que podrien beneficiar directament o indirectament a qualsevol de la llista
- Tots els països han d'impedir l'entrada i el trànsit a través dels seus territoris a persones de la llista
- Tots els països que encara no ho havien fet havien de presentar els seus informes abans del 31 de març

El 29 de juliol de 2005 el Consell de Seguretat va aprovar la Resolució 1617 (2005) per formalitzar el procediment per posar els individus a la llista consolidada.
El 8 d'agost de 2006, el Consell de Seguretat va aprovar Resolució 1699 (2006) acollint amb satisfacció el paper d'Interpol en l'aplicació de les sancions i demanant al Secretari General que incrementés la cooperació.

## Procediments d'enllistament i desenllistament
Conscient del problema de la manca de normes mínimes d'evidència o transparència en el procés d'enllistament, i donat el nombre relativament elevat d'individus de la llista, l'Oficina d'Afers Jurídics de les Nacions Unides va encarregar un estudi sobre la qüestió: "Està obligat el Consell de Seguretat de l'ONU ... a assegurar que els drets del degut procés o "procediments justos i clars" es posin a disposició de persones i entitats directament orientades a sancions segons el Capítol VII de la Carta de les Nacions Unides?"
L'informe, publicat el març de 2006, va ser purament teòric i no va fer referència a cap dels casos. Tot i que va reconèixer que l'ONU era un òrgan supranacional al que cap dels tractats sobre drets humans era dirigit, va trobar que hi havia "expectatives legítimes que la pròpia ONU, quan la seva acció tingui un impacte directe sobre els drets i les llibertats d'un individu, observa els estàndards del degut procés ... en què la persona afectada pot confiar". El fet que "els Estats membres no tenen autoritat per revisar els noms dels individus i entitats especificades per la comissió responsable del Consell de Seguretat, amb l'objectiu d'assegurar [la necessitat de ser sancionats]" significava que els destinataris havien d'expressar llurs drets davant el consell. Aquests eren perquè els informessin de les mesures que es prenguessin contra ells el més aviat possible i que poguessin presentar el seu cas davant d'un jutge imparcial.
El 19 de desembre de 2006, el Consell de Seguretat va adoptar la Resolució 1730 (2006) per establir un procediment de desenllaç en què els qui es trobaven a la llista podrien demanar al comitè que considerés el seu cas. Durant la reunió, l'ambaixador de França va dir que la insuficiència dels procediments havia afectat l'eficàcia de les sancions, i l'ambaixador de Qatar va dir que no hi havia prou respecte a les normes i procediments legals.
El procediment de la llista també es va mantenir opac fins al 22 de desembre de 2006, quan el Consell de Seguretat va adoptar la Resolució 1735 (2006) que contenia una sèrie de formes que els països haurien d'emplenar per tal de posar noms de persones i entitats que iconnexió amb els talibans a la llista.
Durant el seu període de funcionament, el Comitè del Consell de Seguretat havia emès comunicats de premsa cada vegada que canvia la llista. De vegades eren persones que estan a la presó a llocs com Alemanya.
Quan les mesures de sancions (segons la llista consolidada) es van reafirmar amb la resolució 1822 (2008), l'ambaixador de Costa Rica va expressar la seva preocupació pel fet que el procediment d'enumeració i delimitació encara no complis amb les normes internacionals del degut procés.
En l'informe resum presentat al Consell, es van fer recomanacions per millorar la facilitat d'ús del lloc web de sancions, "per exemple, mitjançant la introducció de fonts RSS, un mapa del lloc web i una funció de cerca interna". També una sol·licitud d'un comptador de resultats "per explorar les modalitats tècniques que impliquen introduir una eina per fer un seguiment de l'ús del lloc web i assegurar-se que compleixi el propòsit previst".

## Individus subjectes a sancions
Vegeu articles per referències 
- Ezatullah Haqqani: viceministre de Planificació del Talibà
- Ahmed Yusuf: ciutadà suec nascut a Somàlia fou posat a la llista a causa de la seva afiliació a la xarxa de transferència bancària al-Barakat. S'ha eliminat de la llista el 24 d'agost de 2006, quan es van aixecar totes les acusacions.
- Mohamed Moumou: ciutadà suec d'ascendència marroquina afegit a la llista el 7 de desembre de 2006, a petició dels Estats Units.
- Sa'ad Al-Faqih: dissident saudita, possiblement resident a Londres, afegit a la llista el desembre de 2004
- al-Haramain Foundation: front de caritat basat a l'Aràbia Saudita per al-Qaeda, molts dels associats estan tancats al Centre de detenció de Guantánamo. Llista setembre de 2004.
- Abdul Majeed al-Zindani: acadèmic iemenita, afegit a la llista al febrer de 2004.
- Khalid al-Fawwaz: nacional saudita que va ser capturat a Londres, després fou extradit als Estats Units i va ser condemnat per conspirar en els atemptats contra les ambaixades estatunidenques de Kenya i Tanzània de 1998.
- Ali Sayyid Muhamed Mustafa al-Bakri: Antic membre de Gihad Islàmic egipci, possiblement roman a l'Afganistan
- Hani al-Sibai: Egipci que viu a Londres, afegit el setembre de 2005 a petició del govern egipci.
- Abousfian Abdelrazik: ciutadà sudanès-canadenc, afegit a la llista a sol·licitud dels EUA sense explicació, repetidament netejat de vincles terroristes, però resta a la llista.
- Anwar al-Awlaki: ciutadà iemenita-estatunidenc, vinculat a diverses cèl·lules terroristes i al-Qaeda[47]
- Maulvi Ahmad Jan Akhund: Ministre i governador provincial de l'Afganistan governat pels talibans, des de llavors, un important finançador i expert en logística per a la Haqqani Network, i líder de Quetta Shura.[48]

### Retirats en 2010
El 27 de gener de 2010, un comitè de sancions de les Nacions Unides va retirar cinc antics oficials talibans d'alt rang de la llista d'al-Qaeda i membres del talibà en una mesura afavorida pel president afganès Karzai. La decisió implica que els cinc ja no estaran subjectes a una prohibició de viatge internacional, congelació d'actius i embargament d'armes. Els cinc homes eren tots els membres d'alt rang de l'antic Emirat Islàmic de l'Afganistan:
- Wakil Ahmad Muttawakil, antic ministre d'Afers Exteriors.
- Fazal Mohammad, exviceministre de comerç.
- Shams-us-Safa Aminzai, exsecretari de premsa d'afers exteriors talibans.
- Mohammad Musa Hottak, exdirector de planificació.
- Abdul Hakim, exdirector adjunt d'assumptes fronterers.

Tots havien estat afegits a la llista al gener o febrer del 2001.

## Oficines nacionals responsables de la implementació
Al Regne Unit, el règim es va implementar a través de la Unitat de Sancions Financeres del Banc d'Anglaterra, utilitzant els poders concedits per la Llei de les Nacions Unides de 1946. Algunes persones i les seves famílies han estat arrasades per les mesures.
Als Estats Units, l'agència responsable és l'Oficina de Control d'Actius Estrangers.